# Civeta de palmera ratllada
La civeta de palmera ratllada (Hemigalus derbyanus) és una civeta que es troba en els boscos alts de Myanmar, Indonèsia, Malàisia, i Tailàndia. En la seva vida als boscos, passa la major part del temps a terra.

## Anatomia
La civeta de palmera ratllada té un rostre allargat, reminiscència dels mamífers carnívors. Té un cos llarg que es recolza sobre potes curtes que tenen cinc dits cadascuna amb urpes retràctils. S'assembla molt a la civeta de palmera d'Owston (Chrotogale owstoni), excepte en el fet que aquesta no té taques en el seu cos, i el pèl del coll. Té un pelatge curt i dens que generalment és de color crema fosc amb quatre o cinc ratlles a l'esquena. La seva cua té dues ratlles fosques al seu naixement, amb la resta marró fosc o negre. Té una franja de color marró fosc que s'estén al llarg de la part superior del musell, amb dues ratlles que van des del de l'ull cap a les orelles. Té dues zones blanques que envolten l'ull, i el musell més fosc que la resta del rostre.
Aquesta espècie té una longitud de cos que varia entre 46 i 53 centímetres. La cua fa entre 25 i 38 centímetres. El pes de la civeta de palmera ratllada varia entre 1 i 3 quilos.

## Comportament
És un animal nocturn, que habita i s'alimenta principalment a terra. Dorm durant el dia en forats fets tant a terra com en els arbres.

## Dieta
S'alimenta de cucs de terra, insectes i altres petits animals, invertebrats i vertebrats.

## Reproducció
Se sap molt poca cosa sobre l'aparellament de les civetes de palmera ratllada, ja que tendeixen a ser solitaris i l'èxit de la seva reproducció en captivitat és baix.
De les civetes de palmera ratllada estudiades captivitat, molt poques han donat a llum, és per això que la mostra obtinguda és petita per poder generalitzar. El cicle estral de les femelles no és fàcilment identificable, però els científics presumeixen que poden ser cicles estacionals o generalment polièstrics durant tot l'any amb un cicle de 4 a 7 dies. En captivitat, aquestes civetes no construeixen nius. El període de gestació oscil·la entre 32 i 64 dies. En cada ventrada donen a llum 1 o 2 cries, que pesen uns 125 grams. Les cries neixen amb els ulls tancats, i els obren entre el vuitè i dotzè dia. Els primers 70 dies de vida, s'alimenten de la llet de la mare. A partir del setantè dia, aproximadament, comencen a menjar aliments sòlids.

## Esperança de vida
A la natura, se sap molt poc de la seva esperança de vida. En captivitat, els individus perden les dentes entre els 11 i els 13 anys, fet que suggereix un edat avançada.

## Subespècies
- H. d. boiei
- H. d. derbyanus
- H. d. minor
- H. d. sipora